# Diana Wynyard
Diana Wynyard, CBE (egentlig Dorothy Isobel Cox; født 16. januar 1906,  død 13. maj 1964) var en engelsk teater- og filmskuespiller. Hun var med sin charme og elegance en af de etablerede stjerner på den britiske scene tilbage i 1920'erne. Hun var en succes på Broadway i 1932 i stykket The Devil Passes og skrev filmkontrakt med Hollywood.
Wynyard blev nomineret til en Oscar for bedste kvindelige hovedrolle i 1933, for sin indsats i filmen Cavalcade. Hun medvirkede i nogle flere film før hun vendte tilbage til London og teateret.

## Privatliv
Hun giftede sig med filminstruktøren Carol Reed i 1943, men de blev dog skilt allerede i 1947.

## Død
Hun led af en nyresygdom og døde i en alder af 58 år.

## Filmografi (udvalg)
- 1933 – Cavalcade
- 1940 – Gaslys
- 1940 – Freedom Radio
- 1941 – Kipps
- 1947 – Den fuldendte ægtemand